# Österdalarna
Österdalarna är det område i landskapet Dalarna som omger Österdalälven och utgör den östra delen av Övre Dalarna.
Ett äldre namn för området är Siljesdalarna efter sjön Siljan. Österdalarna delas upp i Ovansiljan (socknarna norr om Siljan) och Nedansiljan (socknarna söder om Siljan).
Under medeltiden bestod Österdalarna av socknarna Gagnef, Leksand, Mora, Orsa, Rättvik och Ål. Senare utbröts Ore (från Orsa), Sollerön, Venjan, Våmhus och Älvdalen (från Mora), Bjursås (från Ål), Boda (från Rättvik) och Siljansnäs (från Leksand) som egna socknar.

## Kommuner
- del av Falu kommun (Bjursås socken)
- del av Gagnefs kommun (Gagnefs socken)
- Leksands kommun
- del av Ljusdals kommun (Hamra distrikt, Orsa finnmark)
- Mora kommun
- Orsa kommun
- Rättviks kommun
- del av Älvdalens kommun (Älvdalens socken)

## Socknar
- Ovansiljan
  - Mora socken
  - Ore socken
  - Orsa socken
  - del av Los socken (Hamra distrikt, Orsa finnmark)
  - Solleröns socken
  - Venjans socken
  - Våmhus socken
  - Älvdalens socken
- Nedansiljan
  - Bjursås socken
  - Boda socken
  - Gagnefs socken
  - Leksands socken
  - Rättviks socken
  - Siljansnäs socken
  - Åls socken

## Finnmarker
- Orsa finnmark[1]
- Rättviks finnmark (inklusive Bingsjö finnmark[1])
- Mora finnmark[1]
- Finnbosättningar i Gagnefs socken[1]